# Виман (Кочосон)
Виман (кор. 위만;кит. трад. 衛滿, упр. 卫满, пиньинь Wèi Mǎn, палл. Вэй Мань) — основатель Чосон Вимана, выходец из Янь, создал царство на северо-западе Кореи во II веке до н. э.. Он первая историческая фигура в истории Кореи, упоминающаяся в исторических документах того времени.

## Биография
Вскоре после основания Хань в Китае, начались восстания в провинциях и хунну вторглись в Китай, и население стало бежать на восток. Виман был среди этих мигрантов, говорят он вёл за собой тысячу последователей (одетых по-корейски, а он сам носил волосы завязанные в узел по-другому) к Кочосон. Вначале он договорился с царём Чун, но вскоре, опираясь на беженцев из Янь, Виман захватил трон и провозгласил своё царство (194~108 до н. э.). Царь Чун бежал в Чингук и провозгласил себя «царём Хань».
Виман сделал своей столицей Вангом-сон (왕검성, 王險城, идентифицируется как Пхеньян). Тогда Хань была ещё не стабильна, губернатор Ляодуна признал Вимана, на условиях невмешательства во внутренние дела и мира на границах. Соглашение датировано 191 или 192 до н. э. Имея превосходящие военные силы, Чосон Вимана было способно захватить Чинбон (진번, 眞番) и Имдун (임둔, 臨屯), значительно расширив границы. Его государство было завоёвано Хань У-ди в 108 до н. э., тогда правил его внук ван Уго.

## Семья
- сын, имя неизвестно, его сын:
- У Цюй(右渠), ван Уго: внук
- Вэй Чан (衛長), или, Вэй Чан Хан(衛長降), или Чан Кан: пра-правнук